# Helius simulator
Helius simulator là một loài ruồi trong họ Limoniidae. Chúng phân bố ở miền Australasia.